# La Purísima, Iturbide
La Purísima är en ort i Mexiko.   Den ligger i kommunen Iturbide och delstaten Nuevo León, i den centrala delen av landet, 600 km norr om huvudstaden Mexico City. La Purísima ligger 1 195 meter över havet och antalet invånare är 148.
Terrängen runt La Purísima är kuperad åt nordost, men åt sydväst är den bergig. Runt La Purísima är det mycket glesbefolkat, med 4 invånare per kvadratkilometer. Närmaste större samhälle är Rancho Viejo y la Palma, 12,2 km nordost om La Purísima. I omgivningarna runt La Purísima växer huvudsakligen savannskog.